# Monika Jakobs
Monika Jakobs (* 1959 in Trier) ist eine deutsche römisch-katholische Religionspädagogin.

## Leben
Jakobs studierte katholische Theologie, Germanistik, Politikwissenschaft und Soziologie in Saarbrücken und Cardiff. Sie absolvierte die Ausbildung als Gymnasiallehrerin und war an verschiedenen Schultypen und in der Erwachsenenbildung  tätig. Nach der Promotion 1993 war sie von 1993 bis 1999 Dozentin für Theologie und Religionspädagogik an der Universität Koblenz-Landau. Von 1999 lehrte sie bis zu ihrer Emeritierung 2020 als Professorin für Religionspädagogik und Katechetik an der Theologischen Fakultät der Universität Luzern und war Leiterin des dortigen Religionspädagogischen Instituts RPI (ehemals KIL). Sie hatte Lehraufträge an den Universitäten Frankfurt am Main, Münster, Würzburg und Kassel. 2007/2008 lehrte sie als Gastprofessorin an der Theologischen Hochschule Chur. 2008 war sie Gastprofessorin an der Universität Wien. Von 2003 bis 2005 und von 2009 bis 2013 war sie Dekanin der Theologischen Fakultät der Universität Luzern.

## Veröffentlichungen (Auswahl)

### Monographien
- Frauen auf der Suche nach dem Göttlichen. Die Gottesfrage in der Feministischen Theologie (= Frauen Forschung 1). Münster 1993, ISBN 3925592121.
- mit Annette Rembold, Irene Löffler-Mayer: Vater Gott und Mutter Kirche. Bausteine für den Religionsunterricht. Münster 1995, ISBN 9783925592119.
- Neue Wege der Katechese. Ein Überblick der Katechese in Theorie und Praxis. München 2010, ISBN 978-3-88207-396-6.
- mit Thomas Engelberger, Dominik Helbling und Ulrich Riegel: Konfessioneller Religionsunterricht in multireligiöser Gesellschaft. Eine empirische Studie für die deutschsprachige Schweiz. Zürich 2009, ISBN 9783290200589.

### Zeitschriftenartikel
- Warum Religionspädagogik auch Inklusionspädagogik sein muss. In: Glaube und Lernen. Theologie interdisziplinär und praktisch 27/2 (2012), S. 153–163.
- Das Terrain der Religionspädagogik jenseits des Konfessionalismus. Eine Perspektive aus der Schweiz. In: Theo-Web. Zeitschrift für Religionspädagogik 1 (2015), S. 58–76.
- Religion und Gesundheit aus religionspsychologischer Perspektive – und was dies für die Religionspädagogik bedeutet. In: Theo-Web. Zeitschrift für Religionspädagogik 17/1 (2018), S. 83–100, auf: http://www.theo-web.de/ausgaben/2017/16-jahrgang-2017-heft-2/?tx_news_pi1%5Bnews%5D=379&cHash=5bf5c6757b68a83173c066377a7384e6.

### Beiträge in Sammelbänden
- Die Ausbildung von Religionslehrpersonen in der Schweiz im Spannungsfeld von kirchlichem und staatlichem Bildungsinteresse. In: Philippe Büttgen, Antje Roggenkamp, Thomas Schlag (Hrsg.): Religion und Philosophie. Perspektivische Zugänge zur Lehrer- und Lehrerinnenausbildung in Deutschland, Frankreich, Schweiz (= Studien zur Religiösen Bildung 13). Leipzig 2017, S. 77–98.
- Familie, Taufe, Katechese – untrennbare Verbindung oder garstiger Graben? In: Birgit Jeggle-Merz, Michael Durst (Hrsg.): Familie im Brennpunkt (= Theologische Berichte 37). Freiburg 2017, S. 320–344.
- Das pädagogische Konzept der Lehrerinnenausbildung von Theodosius Florentini (1808–1865) als Reaktion auf die moralische Krise der Gesellschaft. In: Alexander Maier, Anne Conrad u. a. (Hrsg.): Lernen zwischen Zeit und Ewigkeit. Pädagogische Praxis und Transzendenz (= Historische Bildungsforschung). Bad Heilbrunn 2018, S. 50–63.
- Feministische Theologie revisited. Gewalt gegen Frauen als Thema von Theologie im 21. Jahrhundert. In: Birgit Jeggle-Merz, Michael Durst (Hrsg.): Gewalt – Herrschaft – Religion. Beiträge zur Hermeneutik von Gewalttexten (= Theologische Berichte 38). Einsiedeln 2018, S. 226–245.